# Pavel Berky
Pavel Berky (* 9. listopadu 1986, Rimavská Sobota) je slovenský módní návrhář, výtvarný umělec a semifinalista soutěže MasterChef Česko 2020.

## Dětství a rodinný život
Pavel se narodil v Rimavské sobotě do romské rodiny. Jeho rodiče pracují ve zdravotnictví – otec jako sanitář a matka jako zdravotní sestra. Sestra Renata Berkyová vystudovala obor romistika na Karlově Univerzitě v Praze a nyní působí v Ústavě pro soudobé dějiny v Akademii věd České republiky. V roce 2002 se rozhodl internátně nastoupit na Střední uměleckou školu v Trenčíně, kde studoval další čtyři roky. V roce 2007 se Pavel v rámci dobrovolnického programu EDS přestěhoval na rok do Francie, aby si zdokonalil francouzštinu. V roce 2009 byl, na druhý pokus, přijat na pražskou Vysokou školu uměleckoprůmyslovou v Praze (VŠUP / UMPRUM) do ateliéru módní tvorby a kvůli tomu se přestěhoval do Prahy.
Pavel se veřejně hlásí ke svému romskému původu a homosexuální orientaci. Od července 2012 je ve vztahu 22letým zpěvákem Matějem Pardusem (uměleckým jménem Matt Pardus). Ten působí také jako Pavlův manažer. Aktivně společně dlouhodobě podporují různé neziskové organizace jako např. ROMEA a LGBT komunitu a její iniciativy. V roce 2015 se společně přestěhovali do Londýna, kde oba několik let pracovali na svých kariérách.
Od roku 2019 bydlí zase v Praze.

## Profesní kariéra
Již v prvním roce jeho studia na UMPRUM si jeho grafické návrhy vybrala firma Veba pro své potisky. Z této spolupráce vznikly další zajímavé kousky, které navrhl přímo Pavel.
V roce 2012 přinesl první autorskou kolekci s názvem XY. Tato kolekce se zaměřovala na genderové rozdíly. Se svou kolekcí získal cenu ateliéru a přihlásil se na soutěž Top Style Designer v rámci veletrhu Styl a Kabo v Brně. Tuto soutěž vyhrál. Ve stejném roce se zúčastnil také akce Módění. Následně byl vybrán, aby prezentoval svou novou kolekci s názvem ADAM jako jeden z finalistů soutěže na Dreft Fashion Week a v rámci Prague Pride.
Následující rok Pavel vytvořil třetí autorskou minikolekci. Tentokrát se v ní nechal inspirovat genderovou identitou, přesněji pak změnou pohlaví. Toto téma se snažil převést do oděvu, kde se z dámského korzetu postupně stávala pánská košile. Celou přehlídku bylo možné vidět například na pražském Fashion Weeku. Námětu si všimla i česká firma ZOOT a oslovila Pavla k projektu DOBRO, pro který následně navrhl trička. Výtěžek z prodejů putoval neziskové organizaci ROMEA.
V druhé polovině roku 2016 si jeho tvorby všimla americká společnost Exalt, která pořádala velkou soutěž Exalt Fashion Show. Pavel se probojoval do finále a v listopadu odletěl bojovat o vítězství do Salt Lake City. Celou soutěž nakonec vyhrál a hlavní cenou byla autorská přehlídka nadcházející kolekce v největších metropolích módy. Začaly tak přípravy zatím největší přehlídky v jeho kariéře a to v rámci Fashion Weeků v New Yorku, Londýně, Paříži a Miláně.
Za svou kariéru navrhl oblečení pro mnoho celebrit, např. pro zpěvačku a herečku Lucii Vondráčkovou, zpěvačku Moniku Bagárovou, modelku a herečku Barboru Mottlovou či kuchařku a vítězku soutěže MasterChef 2019 Kristínu Nemčkovou.
V roce 2020 se umístil na třetím místě v kuchařské show MasterChef Česko za Romanem Stašou a Pavlínou Lubojatzky. Následně se do soutěže vrátil ještě na jaře 2021, kdy v sérii "Souboj nejlepších" zvítězil nad stříbrným účastníkem předchozí řady MasterChef Česko. Na podzim roku 2021 proběhla v nové řadě soutěže Pavlova svatba s dlouholetým partnerem, zpěvákem a choreografem Matějem Pardusem.
Na podzim roku 2021 odstartoval na Televize Seznam svůj vlastní pořad Ve dvou se to lépe vaří, do kterého si vždy pozval zajímavou osobnost, se kterou pro diváky připravil dva až tři recepty.
V listopadu roku 2021 získal ocenění Roma Spirit za přínos v oblasti kultury.
V prosinci roku 2021 vydal svou první kuchařku Recepty, která následně získala ocenění Památníku národního písemnictví a Ministerstva kultury České republiky v soutěži Nejkrásnější knihy roku 2021. Zároveň se jednalo o jedinou oceněnou kuchařku v soutěži.
Dlouhodobě Pavel na svých sociálních sítích Instagramu, Facebooku, TikToku, YouTube a blogu pavelberky.com/recepty inspiruje novými recepty a různými kuchařskými tipy a postupy, ale i módou. V červnu 2022 překročil 250 000 sledujících a je tak celkově nejsledovanějším česko-slovenským módním návrhářem a účastníkem soutěže MasterChef Česko na sociálních sítích.